# Liste der Naturdenkmale in Ramsen (Pfalz)
Die Liste der Naturdenkmale in Ramsen nennt die im Gemeindegebiet von Ramsen ausgewiesenen Naturdenkmale (Stand 28. März 2024).

## Naturdenkmale
| Nr.         | Bezeichnung                         | Lage                                               | Beschreibung                                            | Bild                                    |
| ----------- | ----------------------------------- | -------------------------------------------------- | ------------------------------------------------------- | --------------------------------------- |
| ND-7333-041 | Zwei Alteichen südlich des Kleehofs | südöstlich des Kleehofs; Abteilung Bockswiese Lage | Quercus sp.; 21 und 24 m hoch bei jeweils 2,25 m Umfang | Direkt Bild zu diesem Denkmal hochladen |
| ND-7333-071 | Winterlinde im Forstamtsgarten      | Bahnhofstraße, Ecke Klosterhof Lage                | Tilia cordata; 15 m hoch bei 2,5 m Umfang               | Direkt Bild zu diesem Denkmal hochladen |
| ND-7333-072 | Winterlinde im Klosterhof           | Klosterhof, bei Nr. 5 Lage                         | Tilia cordata; 20 m hoch bei 2,5 m Umfang               | Fotos hochladen                         |
| ND-7333-074 | Eiche auf dem Gänseberg             | Gänsberg, hinter Nr. 12 Lage                       | Quercus robur; 16 m hoch bei 3,3 m Umfang               | Direkt Bild zu diesem Denkmal hochladen |

## Ehemalige Naturdenkmale
| Nr. | Bezeichnung     | Lage                           | Beschreibung                               | Bild                                    |
| --- | --------------- | ------------------------------ | ------------------------------------------ | --------------------------------------- |
|     | Befreiungslinde | Hauptstraße, Ecke Mühlweg Lage | Tilia cordata; Rechtsverordnung aufgehoben | Direkt Bild zu diesem Denkmal hochladen |